# Kennington (Oxfordshire)
Kennington is een civil parish in het bestuurlijke gebied Vale of White Horse, in het Engelse graafschap Oxfordshire met 4076 inwoners.

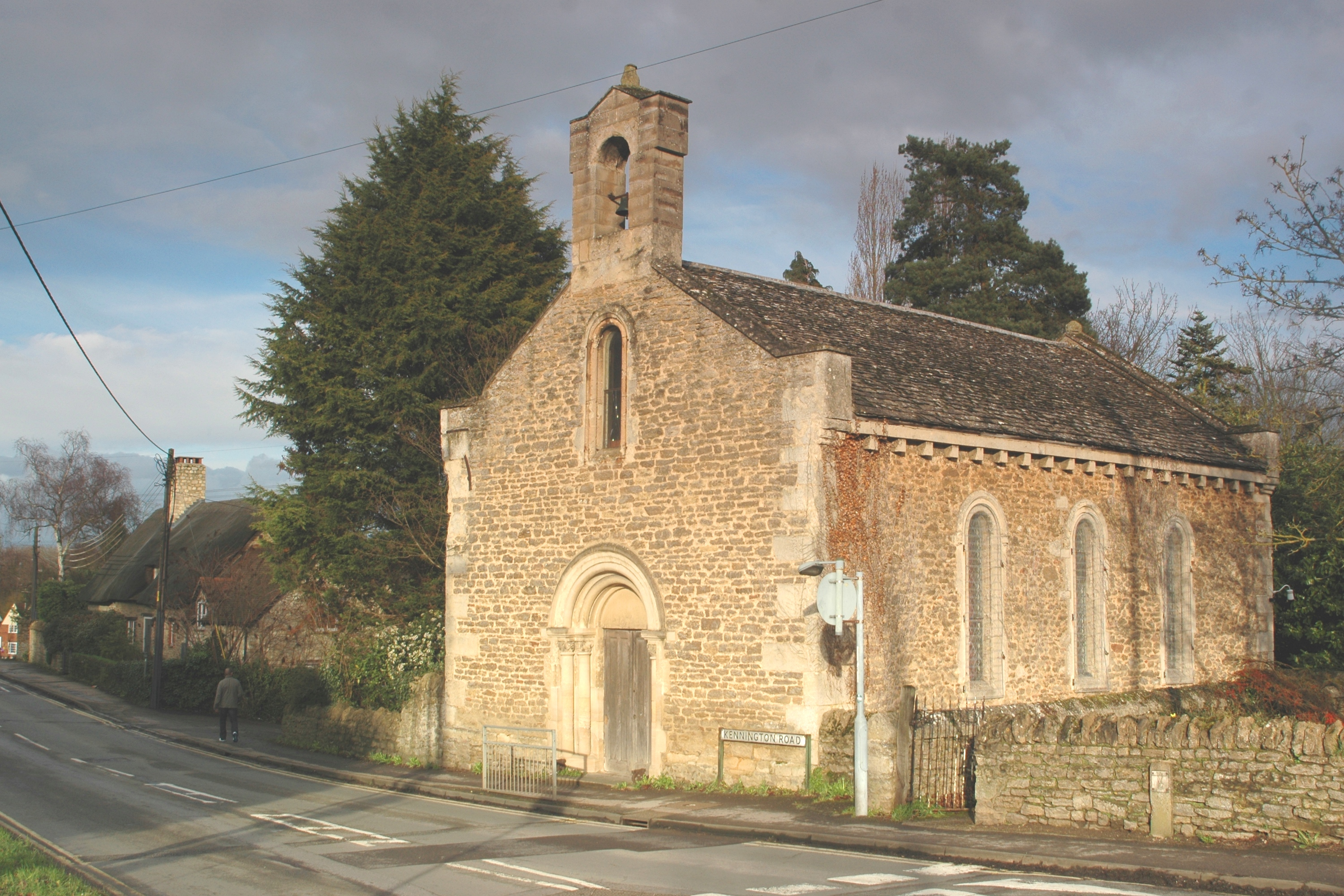
Oude St Swithunkerk